# 乌帽
乌帽，又稱乌纱帽，又被称纱帽，自东晋开始，到清軍入关易服令废止，在中国风行一千余年。歷代形制有不少變化，但都是以烏紗覆蓋，亦傳到东亚等地。
在南北朝後期，出現了一種新型的頭飾“幞頭”。發明幞頭的目的，是為了“便武事者也”，用輕質的絹羅將頭髮束緊，頭頂上輕便利落，自然無礙馳射。大致在隋唐之間，為了追求造型的美觀，襆頭之內被加上硬質襯冠。自唐至宋，巾角也轉換成花樣翻新的帽翅，同時改用硬挺的漆紗當做面料，最終形成烏紗帽。

## 中國
初期出現的烏帽是烏紗高屋帽，为宫官和士庶通用。东昏侯又下令左右作逐鹿帽，帽形甚为窄狭。乌纱高屋帽在隋代时，被当作是官服的一种。《通典》记载说：“ 隋文帝开皇初，尝著乌纱帽，自朝贵已下至于冗吏，通著入朝。”後隋代帝王贵臣，多服黄文绫袍、乌纱帽、九环带、乌皮大合靴。在唐代，天子百官、庶民百姓，不论贵贱均可以戴服。不少唐代文人都曾在其诗句中提及乌纱帽。如柳宗元有诗句：“春衫裁白紵，朝帽掛乌纱。”白居易在其《初冬早起寄梦得》一詩中也有“起戴乌纱帽，行披白布裘。”的句子。乌纱帽在唐代与“白接鬵”一样，是一种日常便帽。宋元时代高屋乌纱帽仍是士庶常服，由於白紗高屋帽在隋唐之後已消失，宋人詩詞所提及高屋帽應是指烏帽，如苏轼 《椰子冠》诗：“规模简古人争看，簪导轻安髮不知。更著短簷高屋帽， 东坡何事不违时。”此詩一出，當時人更紛紛仿效蘇軾戴上短簷烏帽，稱為「子瞻樣」。
明代乌纱帽專指官帽，外形与唐代初期的幞头有近似之处。帽框用铁铜丝编成，然后再用乌纱覆外，帽子外施纱涂漆。形狀為圆顶，分上下二阶，左右各插一个帽翅。明初烏紗帽後山尚未高聳，直至嘉靖晚期到萬曆年間則風氣大變。烏紗帽後山普遍成高聳狀。萬曆晚期開始高帽風氣有所衰退，到天啟、崇禎年間烏紗帽就又再次變矮變方。明世宗在位期間，烏紗帽的帽翅同樣做了些變動，將兩邊帽翅的長度縮短，寬窄同樣也做了些變動，官階越高，雙翅就越窄；官階越低，雙翅則越寬。由於乌纱帽在明代的官服系列中被列为常服，自此乌纱帽常被人喻为官位的代称。
- 明朝早期烏紗帽
- 明朝中期烏紗帽
- 明朝中、晚期烏紗帽
- 明朝晚期烏紗帽

## 日本
日本在奈良時代從中國唐朝傳入高頂烏紗帽，演變成冠。

## 朝鮮
朝鮮王朝時，人們把高頂烏紗帽周圍加上圓形帽檐成斗笠狀，稱為黑笠。當時又仿效明制官服，以插上帽翅的烏紗帽作為官帽，又稱烏帽。

## 越南
受安南屬明時期的影響，後黎朝的黎太宗就規定「常朝皇帝御黄袍、衝天冠、升金臺，百官著常服圓領烏紗帽」。中興黎朝時期，朝服制度也同樣是「及侍王府皇親王子文武百官，用烏秒帽、靑吉衣」。